# Härads distrikt
Härads distrikt är ett distrikt i Strängnäs kommun och Södermanlands län. 
Distriktet ligger väster om Strängnäs. 

## Tidigare administrativ tillhörighet
Distriktet inrättades 2016 och utgörs av socknen Härad i Strängnäs kommun.
Området motsvarar den omfattning Härads församling hade vid årsskiftet 1999/2000.